# Ангел Калбуров
Ангел Калбуров е български футболист, защитник, юношески и младежки национал на България.

## Кариера
Рожба е на школата на Димитровград. Викат му Берти Фогтс заради приликата му с германеца. Има над 350 мача в А и Б група. Играе за отбора на Димитровград от 1973 до 1977 г. През сезон 1977/1978 преминава в "Ботев Пловдив", където е несменяем титуляр на левия бек. Още следващия сезон е привлечен в ЦСКА, където играе от 1978 до 1982 г. Участва в паметните мачове с "Реал Сосиедад" Испания и "Байерн Мюнхен" Германия. Трикратен шампион на България с ЦСКА през 1979/80, 1980/81, 1981/82 и носител на купата на Народна Република България през 1980/81, полуфиналист за КЕШ през 1981/82. От 1982 до 1985 г. е в редиците на Сливен, а от 1985 до 1987 г. се завръща в Димитровград. Завършва кариерата си в "Академик София" като играе за тима от 1987 до 1988 г.
След приключване на футболната си кариера става треньор на Марек Дупница, после е помощник в Добруджа Добрич, а от 2002 до 2010 г. е най-успешният треньор треньор в ДЮШ на ЦСКА. Специалистът може да се похвали с 5 титли като градски първенец, носител на Купата на България и двукратен републикански шампион на България с юношите, родени през 1985 и 1995 година. През 2010 г. специалистът извежда децата на ЦСКА (родени 1995 година) до шампионската титла. На финала във Враца младите армейци бият с 2:1 "Чавдар Етрополе". Негови открития са Мирослав Манолов, Иван Петков от Абърдийн, Ангел Йошев, Стойчо Младенов - младши, Величков. В последните си години работи в Детска академия по футбол на Пламен Марков.
Ангел Калбуров умира от бъбречна недостатъчност на 8 май 2014 г. в София.